# 18 decembrie
ianuarie • februarie • martie  • aprilie  • mai  • iunie  • iulie  • august  • septembrie  • octombrie  • noiembrie  • decembrie
18 decembrie este a 352-a zi a calendarului gregorian și a 353-a zi în anii bisecți. Mai sunt 13 zile până la sfârșitul anului.

## Evenimente

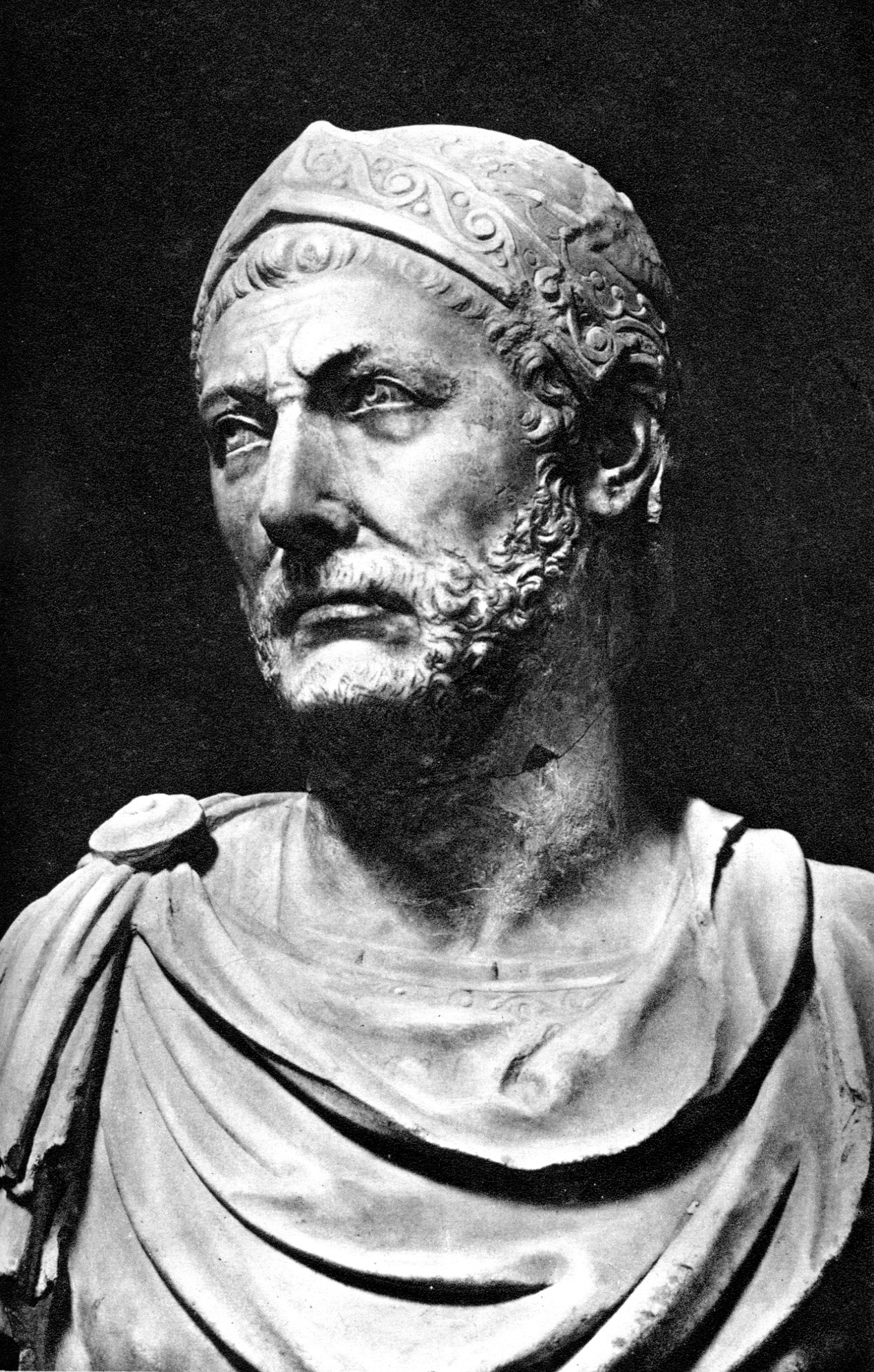
218 î.Hr.: Forțele cartagineze conduse de Hannibal (foto) au învins armata Republicii Romane.

- 218 î.Hr.: Al Doilea Război Punic: Bătălia de la Trebia – forțele cartagineze conduse de Hannibal au învins armata Republicii Romane.
- 1271: Kublai Khan redenumește imperiul său "Yuan" (元 yuán), marcând oficial începutul Dinastiei Yuan în Mongolia și China.
- 1352: Inocențiu al VI-lea este ales Papă.
- 1499: Rebeliunea declanșată în Alpujarras ca răspuns la transformările forțate ale musulmanilor în Spania.
- 1622: Forțele portugheze marchează o victorie militară asupra Regatului Kongo la bătălia de la Mbumbi în Angola de astăzi.
- 1644: Odată cu împlinirea vârstei de 18 ani regina Cristina a Suediei preia puterea deși încoronarea este amânată din cauza războiului cu Danemarca.
- 1655: Conferința de la Whitehall se încheie cu hotărârea că nu exista nicio lege care să împiedice evreii să intre în Anglia după edictul de expulzare din 1290.
- 1777: Statele Unite celebrează pentru prima oară Ziua Recunoștinței, marcând recenta victorie a rebelilor americani asupra generalului britanic John Burgoyne la Saratoga.
- 1787: New Jersey a devenit cel de-al treilea stat american care a ratificat Constituția SUA.
- 1833: Imnul național al Imperiului Rus, Doamne, apără-l pe țar!, este interpretat pentru prima dată.
- 1865: Sclavia a fost abolită odată cu intrarea în vigoare a celui de-al 13-lea amendament din Constituția SUA.
- 1892: Premiera baletului Spărgătorul de nuci de Ceaikovski are loc la "Mariinsky Theatre" în St. Petersburg.
- 1911: Prima expoziție a grupării "Blaue Reiter" (Kandinsky, Jawlensky, Marc, Kubin, Gabriele Munter) se deschide la Galeria Thamnhauser din Munchen, cuprinzând o retrospectivă Douanier Rousseau, lucrări de Delaunay, Kandinsky, Macke, Marc, Munter, Arnold Schonberg.
- 1916: Primul război mondial: bătălia de la Verdun se încheie când forțele germane sub conducerea lui Erich von Falkenhayn sunt înfrânte de francezi, având 337.000 de victime.

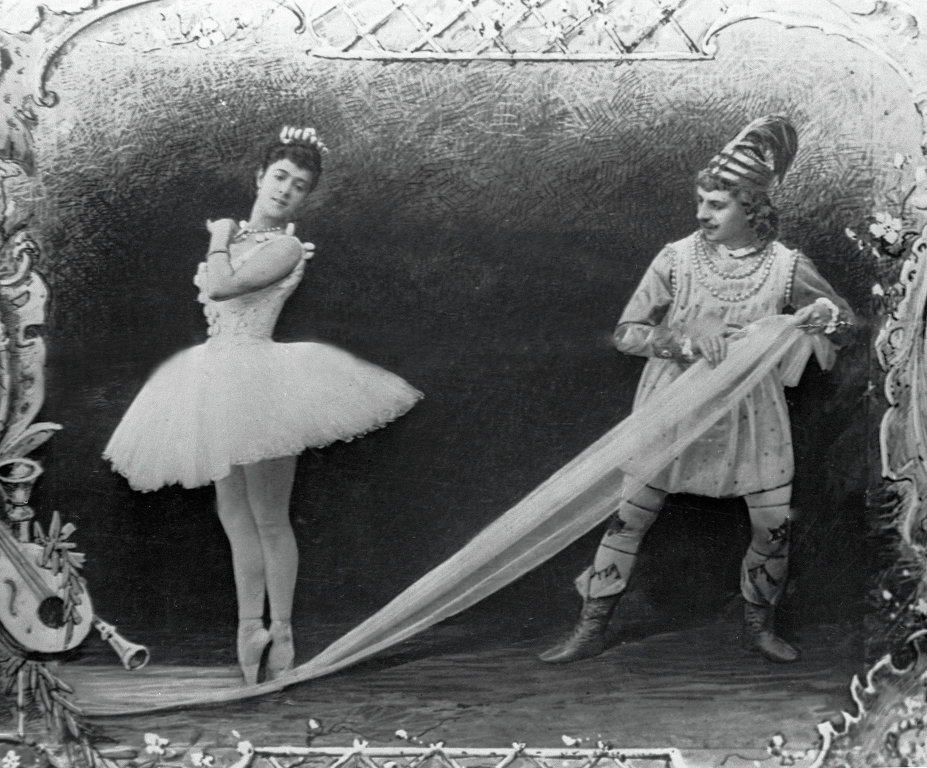
1892: Are loc premiera baletului Spărgătorul de nuci de Ceaikovski la "Mariinsky Theatre" în St. Petersburg.

- 1923: Muzeul Militar Național, creat în aprilie 1914 ca secție militară a Muzeului Național al României, a fost transformat în instituție de sine stătătoare.
- 1926: Turcia adoptă calendarul gregorian.
- 1939: Al Doilea Război Mondial are loc bătălia de la Heligoland Bight, prima bătălie aeriană principală a războiului.
- 1944: Al Doilea Război Mondial: șaptezeci și șapte bombardiere B-29 Superfortress și alte 200 de avioane din SUA atacă Hankow, China, o bază de aprovizionare japoneză.
- 1944: Al doilea război mondial: Armata a IV–a româna intră pe teritoriul Cehoslovaciei pentru a participa la operațiunile militare desfășurate împotriva armatei germane.
- 1956: Japonia a fost admisă ca membru al ONU.
- 1966: Satelitul Epimetheus al lui Saturn este descoperit de Richard L. Walker.
- 1970: Premiera, la București, a spectacolului cu piesa Acești nebuni fățarnici, de Teodor Mazilu.
- 1972: Războiul din Vietnam: Președintele Richard Nixon anunță că Statele Unite vor angaja în nordul Vietnamului Operațiunea Linebacker II, o serie de bombardamente, după ce negocierile de pace cu Vietnamul de Nord au eșuat.
- 1973: Adunarea Generala a ONU adoptă limba arabă ca limbă oficială a sa. Data de 18 decembrie devine Ziua limbii arabe.

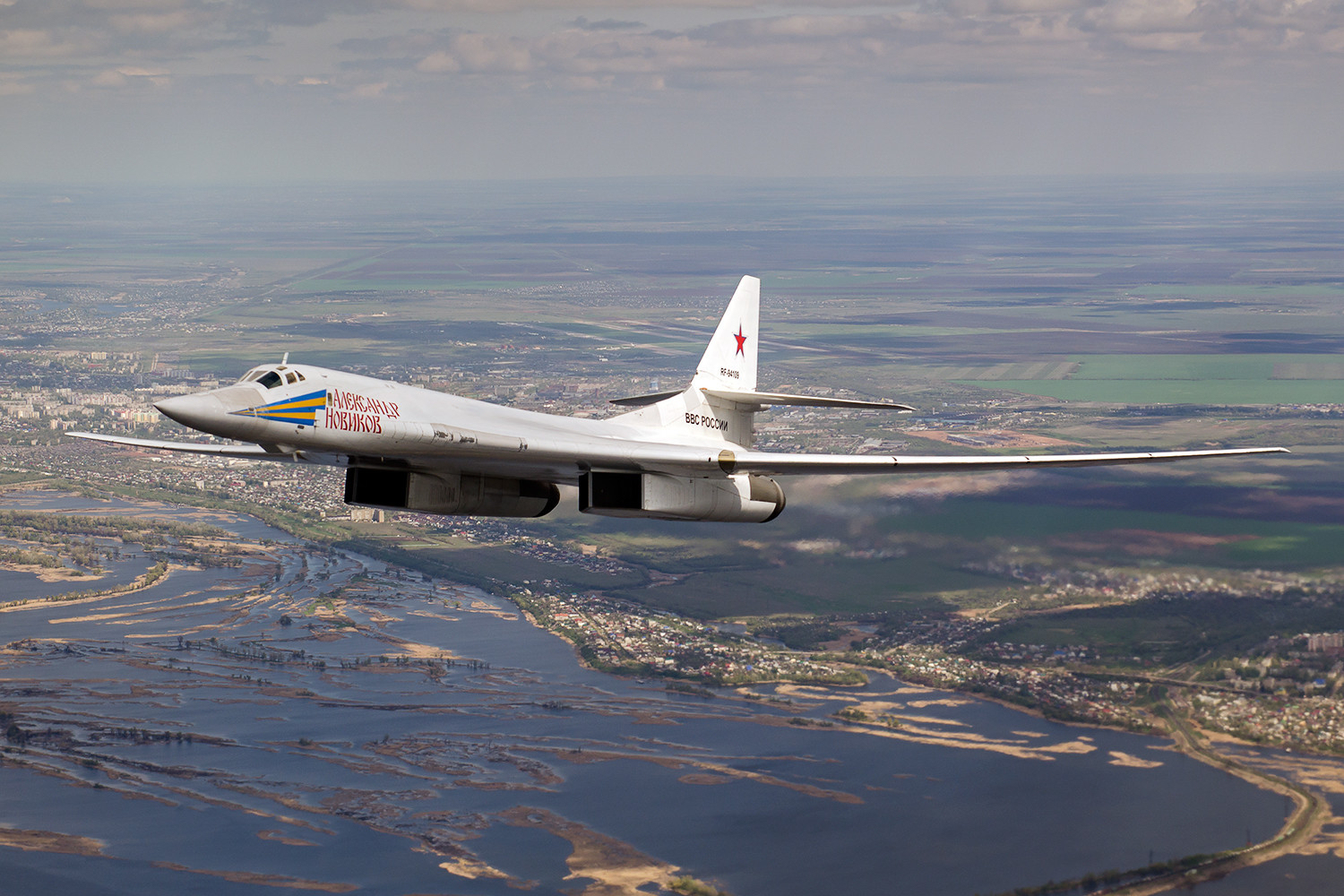
1981: Primul zbor al bombardierului strategic rus Tu-160, cel mai mare avion de luptă din lume și cea mai mare aeronavă supersonică.

- 1973: Programul sovietic Soyuz: Soyuz 13, avându-i la bord pe cosmonauții Valentin Lebedev și Piotr Klimuk, este lansat de la Baikonur în Uniunea Sovietică.
- 1979: Adunarea Generala a ONU adoptă Convenția ce apară femeia împotriva discriminarii în domeniul politic, economic, social și cultural. România va ratifica Convenția la 7 ianuarie 1982.
- 1981: Primul zbor al bombardierului strategic rus Tu-160, cel mai mare avion de luptă din lume și cea mai mare aeronavă supersonică.
- 1990: Se semnează, la Strasbourg, actul prin care România aderă la Convenția Culturală Europeană.
- 1999: NASA lansează pe orbită satelitul de observare Terra în jurul Pământului care efectuează măsurători simultane ale atmosferei și apei Pământului pentru a înțelege cum se schimbă planeta și pentru a identifica consecințele pentru viata pe Pământ.
- 2005: România câștigă titlul de vicecampioană mondială la handbal feminin la Campionatul Mondial de Handbal din Rusia, fiind învinsă în actul final de țara gazdă, scor 28-23.
- 2005: Războiul civil din Ciad începe atunci când grupurile rebele, susținute de Sudanul vecin, lansează un atac în Adré.
- 2006: Prima dintr-o serie de inundații lovește Malaysia. Numărul deceselor cauzate de aceste inundații este de cel puțin 118, cu peste 400.000 de persoane strămutate.
- 2006: În Emiratele Arabe Unite se desfășoară primele alegeri.
- 2015: „Kellingley Colliery”, ultima mină de cărbune în subteran din Marea Britanie, se închide.
- 2017: Trenul de pasageri Amtrak Cascades 501 deraiază lângă DuPont, Washington, un oraș din Statele Unite, lângă Olympia, Washington, ucigând șase persoane și rănind alte 70.
- 2019: Camera Reprezentanților a Statelor Unite ale Americii a decis adoptarea articolelor prin care președintele Donald Trump este acuzat pentru abuz de putere și obstrucție a Congresului. Trump devine al treilea președinte american care face obiectul unei proceduri de destituire, după Andrew Johnson în 1868 și Bill Clinton în 1998.[1]
- 2022: Echipa națională de fotbal a Argentinei a câștiga Cupa Mondială după ce a învins echipa Franței.

## Nașteri
- 1626: Regina Cristina a Suediei (d. 1689)
- 1633: Willem van de Velde cel Tânăr, pictor neerlandez (d. 1707)
- 1661: Christopher Polhem, inventator suedez (d. 1751)
- 1718: Marea Ducesă Anna Leopoldovna a Rusiei, regentă a Rusiei (d. 1746)
- 1768: Marie-Guillemine Benoist, pictoriță franceză (d. 1826)
- 1856: Sir Joseph John Thomson, fizician englez, laureat al Premiului Nobel (d. 1940)

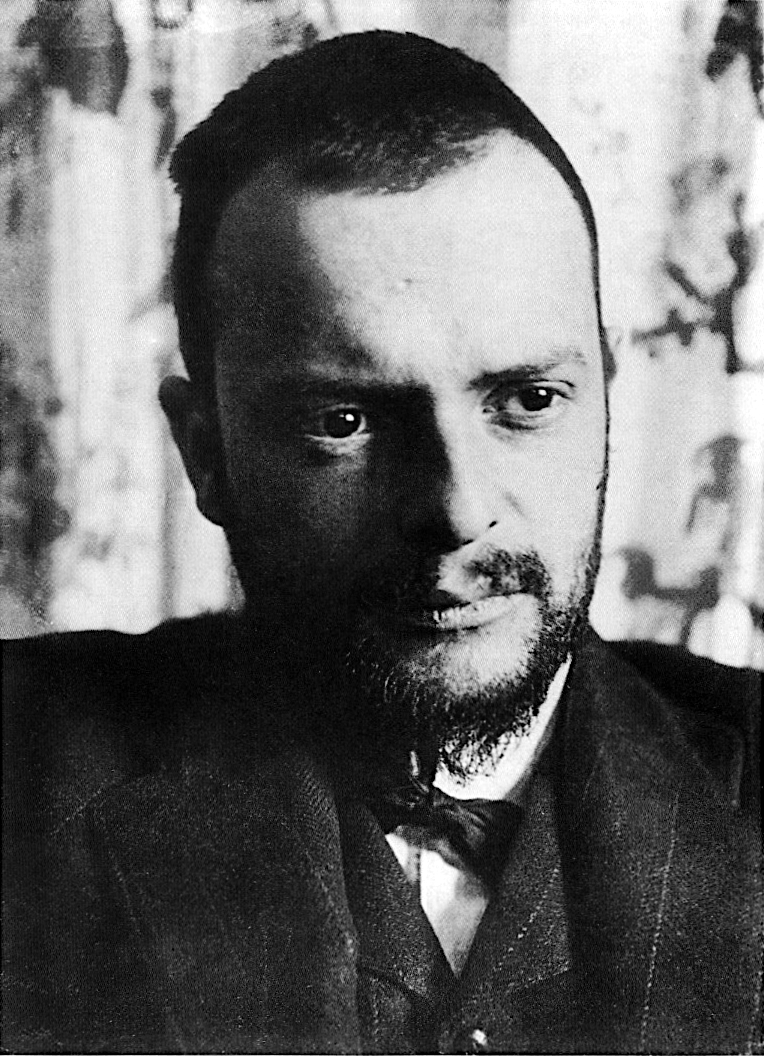
Paul Klee, pictor de origine elvețiană
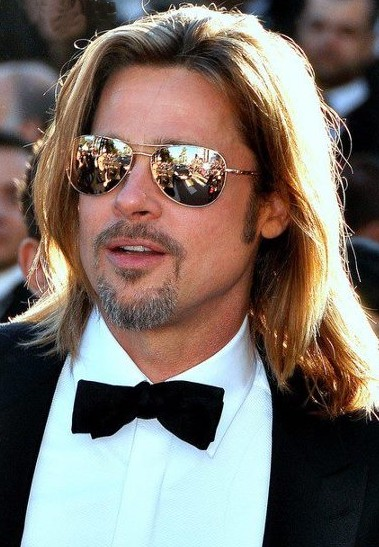
Brad Pitt, actor american
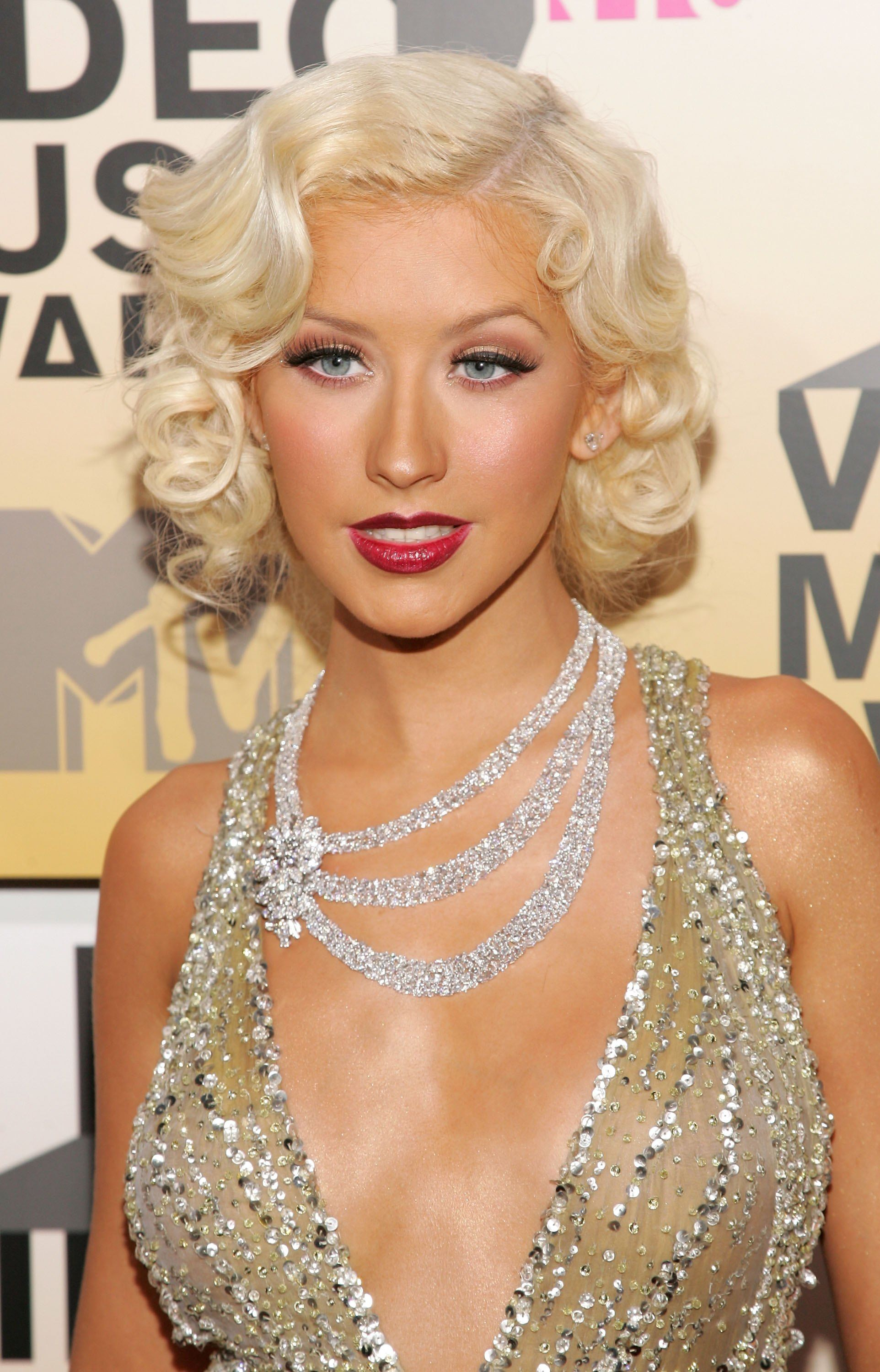
Christina Aguilera, cântăreață americană

- 1863: Arhiducele Franz Ferdinand al Austriei (d. 1914)
- 1874: Radu. D. Rosetti, epigramist român (d. 1964)
- 1878: Iosif Vissarionovici Stalin, om politic sovietic, revoluționar bolșevic (d. 1953)
- 1879: Paul Klee, pictor, desenator și teoretician al artei de origine elvețiană (d. 1940)
- 1913: Willy Brandt, politician german, al 4-lea Cancelar al Germaniei, laureat Nobel (d. 1992)
- 1914: Nicolae Mladin, mitropolit ortodox al Ardealului (d. 1986)
- 1915: Vintilă Horia, scriitor român în exil  (d. 1992)
- 1925: Vasile Veselovski, compozitor de muzică ușoară  (d. 1998)
- 1943: Keith Richards, cântăreț-compozitor, chitarist, producător, actor englez (The Rolling Stones)
- 1946: Steven Spielberg, regizor american
- 1952: Victoria Milescu, poetă și publicistă româncă
- 1954: Ray Liotta, actor american (d. 2022)
- 1960: Yoon Suk-yeol, politician sud-coreean și fost procuror, al 13-lea președinte al Coreei de Sud (2022 - 2025)
- 1963: Brad Pitt, actor american
- 1963: Pierre Nkurunziza, om politic din Burundi (d. 2020)
- 1970: DMX (n. Earl Simmons), rapper și actor american (d. 2021)
- 1971: Gheorghe Ifrim, actor român
- 1972: Alihan Smaiylov, politician kazah, prim-ministru al Kazahstanului (2022 - 2024)
- 1978: Katie Holmes, actriță americană
- 1980: Christina Aguilera, cântăreață, actriță americană
- 1992: Bridgit Mendler, cântăreață și actriță americană
- 1993: Ana Porgras, fostă gimnastă româncă
- 1995: Mads Pedersen, ciclist danez
- 2001: Billie Eilish, cântăreață americană

## Decese
- 1577: Anna de Saxonia, Prințesă consort de Orania (n. 1544)
- 1625: Johann Frederic, Duce de Brunswick-Lüneburg (n. 1625)
- 1737: Antonio Stradivari, lutier italian (n. 1644)
- 1803: Johann Gottfried Herder, filozof, critic literar și estetician german (n. 1744)
- 1846: Veniamin Costache, cărturar, traducător și poet român, mitropolit al Moldovei (n. 1768)
- 1865: Francisco Manuel da Silva, compozitor brazilian (n. 1795)
- 1899: Bonifaciu Florescu, critic literar, poet și traducător român, fiul natural al lui Nicolae Bălcescu (n. 1848)

Antonio Stradivari, lutier italian
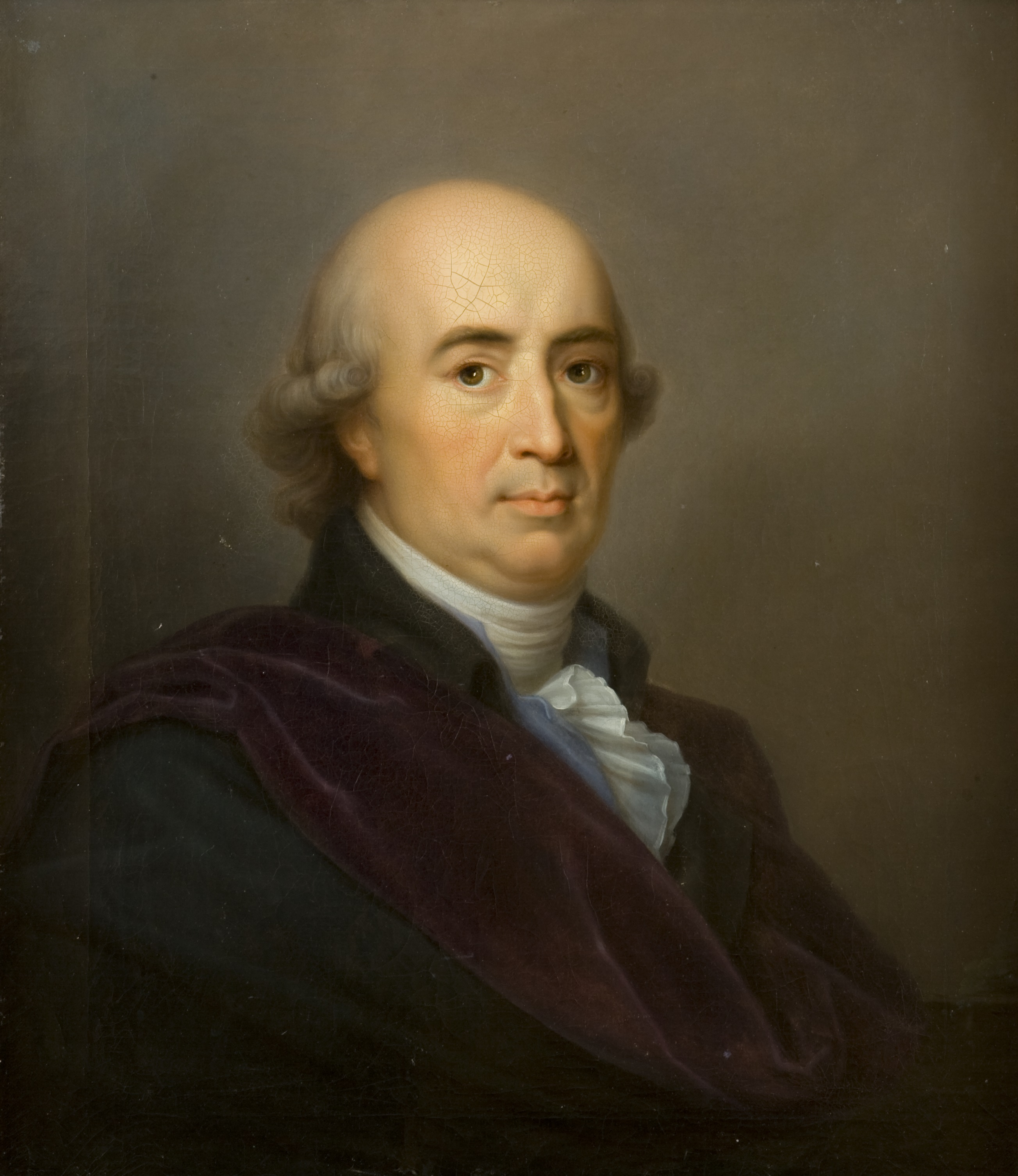
Johann Gottfried Herder, filosof, estetician german
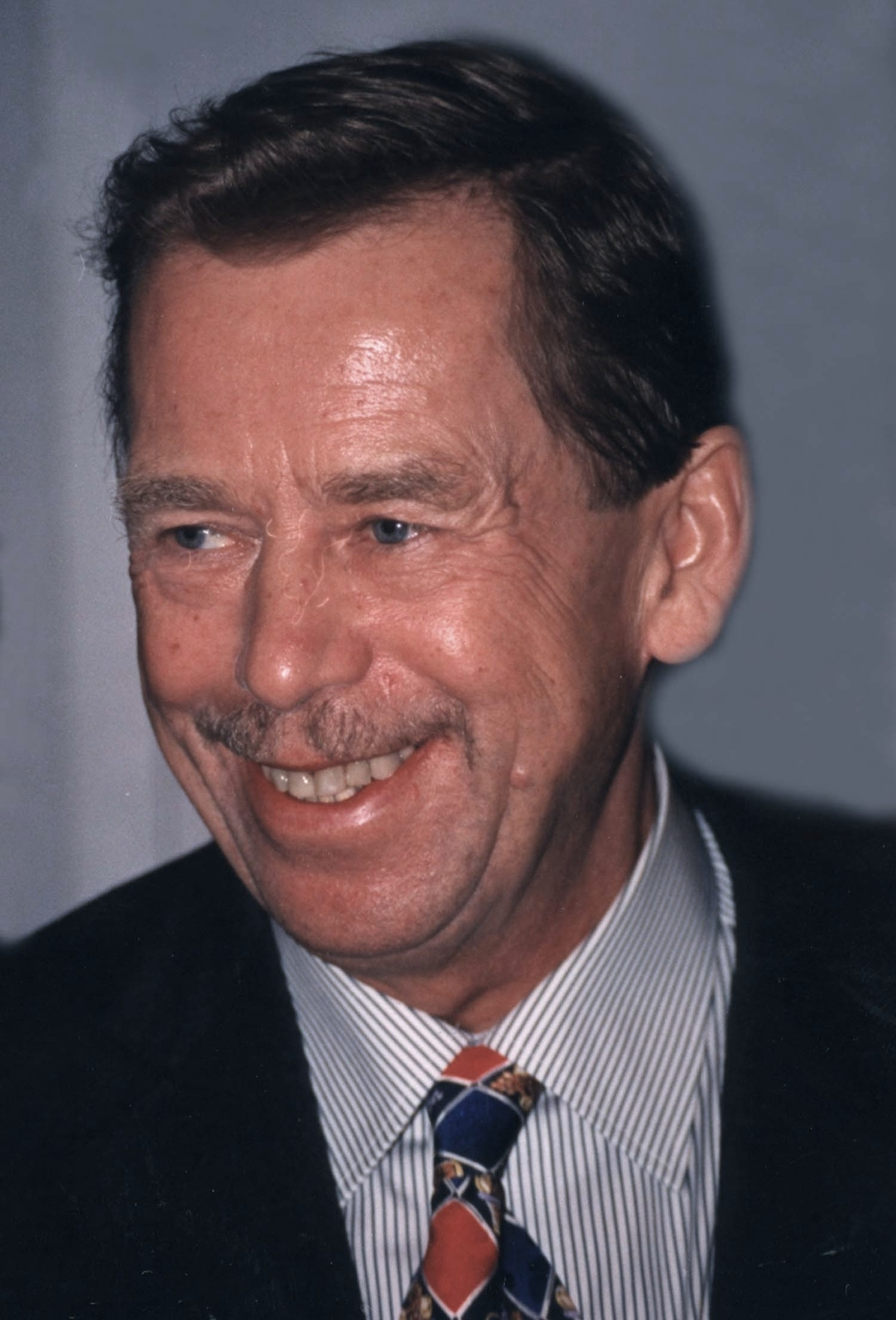
Vaclav Havel, dramaturg ceh

- 1968: Dorothy Garrod, arheolog și cercetătoare britanică (n. 1892)
- 1919: Sir John William Alcock, aviator englez (n. 1892)
- 1989: Franz Liebhard, poet român (n. 1899)
- 1993: Gheorghe Cozorici, actor român de teatru și film (n. 1933)
- 1995: Nathan Rosen, fizician israelian (n. 1909)
- 1995: Konrad Zuse, cercetător german, inventatorul unuia dintre primele calculatoare (n. 1910)
- 2001: Gilbert Bécaud, cântăreț și compozitor francez (n. 1927)
- 2008: Majel Barrett, actriță americană (n. 1932)
- 2006: Ion Rotaru, critic și istoric literar român (n. 1924)
- 2006: Joseph Barbera, Animator, regizor și producător american, co-fondator Hanna-Barbera (n. 1911)
- 2010: Rodica Tapalagă, actriță română (n. 1939)
- 2011: Vaclav Havel, dramaturg, disident ceh, președinte al Cehoslovaciei (n. 1936)
- 2014: Virna Lisi, actriță italiană de film (n. 1936)
- 2016: Flavia Buref, actriță română (n. 1934)
- 2016: Zsa Zsa Gabor, actriță de film de origine maghiară (n. 1917)
- 2019: Claudine Auger, actriță franceză (n. 1941)
- 2022: Lando Buzzanca, actor italian (n. 1935)

## Sărbători
- Cuv. Daniil Sihastrul; Sf. Mc. Sebastian și Zoe (calendar creștin-ortodox)
- Sf. Zosim (calendar romano-catolic)
- Sf. Sebastian și însoțitorii săi (calendar greco-catolic)
- România: Ziua Minorităților Naționale
- Niger: Ziua Națională. Aniversarea proclamării republicii (1958)